# Maurice De Wulf

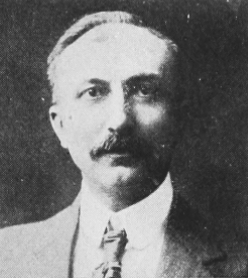
Foto de Maurice Marie Charles Joseph De Wulf

Maurice Marie Charles Joseph De Wulf (Poperinge, 6 de abril de 1867 – Poperinge, 23 de diciembre de 1947) fue un filósofo tomista, profesor de filosofía en la Universidad Católica de Leuven y uno de los pioneros de la historiografía de la filosofía medieval. Su libro Historia de la Filosofía Medieval apareció en 1900 y fue seguido de numerosas ediciones y traducciones, una de ellas disponible en línea actualmente. Durante 1920, enseñó en Harvard. Su libro Filosofía y civilización en la Edad Media fue publicado en Princeton University Press en 1922.
Se ha dicho que en su Histoire de la Philosophie Médievale parte del punto de vista común que identifica el escolasticismo con la filosofía medieval, y descubre 2 corrientes antitéticas: el escolasticismo, propiamente dicho, representado por Tomás de Aquino, Duns Escoto, Alberto Magno, etc; y el anti-escolasticismo, del cual Escoto Erígena es el padre, y que es continuado por los cátaros, albigenses y las escuelas panteístas. Esta tesis de Maurice De Wulf no ha sido muy aceptada. Ha sido rechazada, entre otros, por Elie Blanc y Picavet. De Wulf, sin embargo, mantuvo la misma opinión y la defendió nuevamente en su libro Introduction à la Philosophie Neo-scolastique.
Maurice De Wulf fue un amigo cercano del Cardenal Mercier. El De Wulf-Mansion Centre for Ancient and Medieval Philosophy fue fundado en 1956 en el Instituto de Filosofía en Leuven.

## Obras
- 1892 - La valeur esthétique de la moralité dans l'art
- 1895 - Histoire de la philosophie scolastique dans les Pays-Bas et la principauté de Liège, jusqu'à la Révolution française
- 1896 - Études historiques sur l'esthétique de saint Thomas d'Aquin
- 1900 - Histoire de la philosophie médiévale
- 1901 - Le traité "De unitate formae" de Gilles de Lessines (texte et étude)
- 1904 - Un théologien-philosophe du XIIIe. Étude sur la vie, les œuvres et l'influence de Godefroid de Fontaines
- 1910 - Histoire de la philosophie en Belgique
- 1915 - Guerre et philosophie
- 1920 - L'Œuvre d'art et la beauté
- 1922 - Philosophy and Civilization in the Middle Ages
- 1932 - Initiation à la philosophie thomiste